# Беньят Ечебаррія
Беньят Ечебаррія (ісп. Beñat Etxebarria, нар. 19 лютого 1987, Ігорре) — іспанський футболіст.

## Клубна кар'єра
Народився 19 лютого 1987 року в місті Ігорре. Вихованець футбольної школи клубу «Атлетік Більбао».
У дорослому футболі дебютував 2005 року виступами за третю команду «Атлетіка» «Басконію», в якій провів один сезон, взявши участь у 21 матчі чемпіонату. З 2006 року став виступати за другу команду — «Більбао Атлетик». 29 жовтня 2006 року Беньят зіграв свій дебютний матч за першу команду в Ла Лізі проти «Осасуни» (1-1), вийшовши на заміну замість легенди клубу Франсвско Єсте. Проте цей матч так і залишився єдиним у футболці основної команди і надалі Беньят продовжив грати у дублі в Сегунді Б.

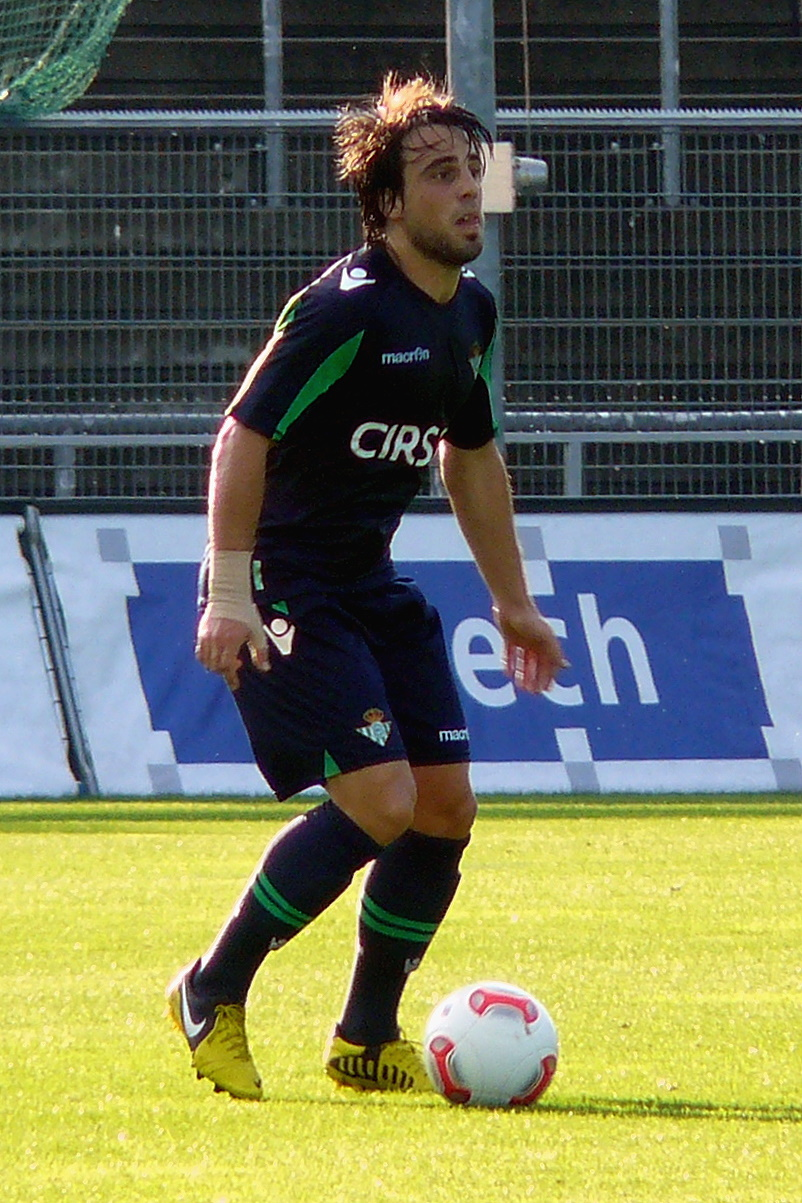
Беньят Ечебаррія під час виступів за «Реал Бетіс». 28 липня 2012 року

Сезон 2008-09 Беньят провів в оренді в клубі третього дивізіону «Конкуенсе». Після цього влітку, ставши вільним агентом, підписав контракт з «Бетісом», але перший свій сезон провів в резервній команді, що виступала також в третьому дивізіоні.
29 серпня 2010 року Беньят дебютував за основну команду «Бетіса», яка тоді грала в Сегунді, в переможному матчі проти «Гранади» (4:1) і віддав гольову передачу на Сальву Севілью. Три дні по тому він вперше вийшов в стартовому складі і відразу забив свій перший гол в виграному матчі Кубка Короля проти «Саламанки» (2:1). Всього у сезоні 2010-11 Беньят провів 36 матчів (30 в стартовому складі, 2521 проведених хвилин) та допоміг клубу з Андалусії вперше за три роки повернутися в Прімеру.
В елітному дивізіоні провів з командою ще два сезони, після чого влітку 2013 року повернувся назад в «Атлетік Більбао» за 8 млн євро, де в першому ж офіційному матчі віддав гольову передачу. Наразі встиг відіграти за клуб з Більбао 23 матчі в національному чемпіонаті.

## Виступи за збірні
2004 року дебютував у складі юнацької збірної Іспанії. Протягом двох років взяв участь у 5 іграх на юнацькому рівні.
За національну збірну Іспанії Ечебаррія дебютував 26 травня 2012 року, відігравши один тайм в переможному товариському матчі 2:0 проти збірної Сербії в Санкт-Галлені, Швейцарія. Таким чином, він став першим гравцем «Бетіса», який надів футболку національної збірної, через майже 4 роки, як останній раз її одягав Хуаніто.
Наразі провів у формі головної команди країни 4 матчі. Також виступає за збірну Країни Басків, невизнану ФІФА та УЄФА національну команду своєї історичної Батьківщини.